# Зайцев, Владимир Николаевич (библиотекарь)
Владимир Николаевич Зайцев (8 декабря 1938, Энгельс — 27 октября 2010, Санкт-Петербург) — генеральный директор Российской национальной библиотеки. Заслуженный работник культуры Российской Федерации (1997).

## Биография

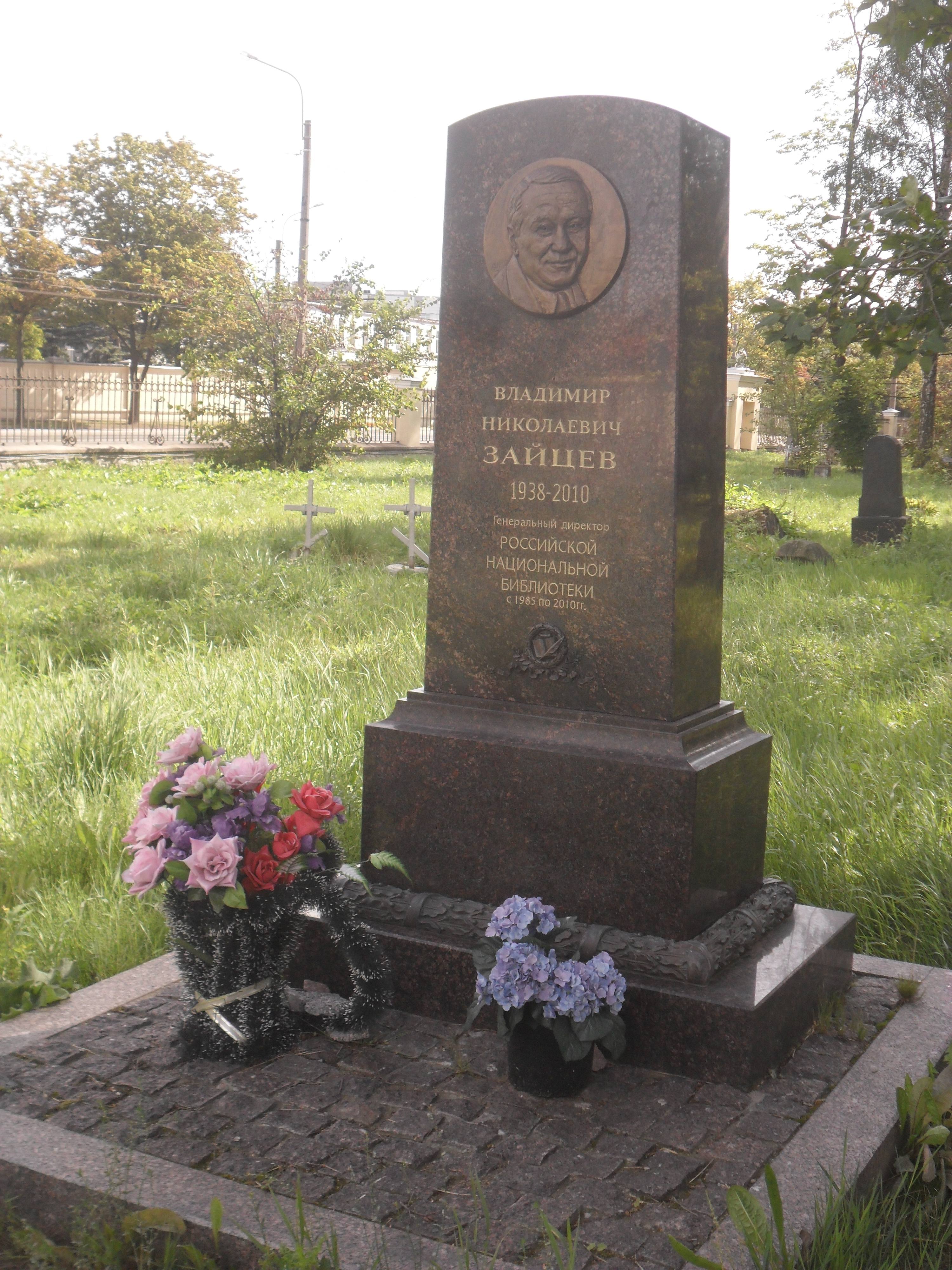
Могила Зайцева на Литераторских мостках в Санкт-Петербурге.

Владимир Николаевич Зайцев родился 8 декабря 1938 года в городе Энгельсе в семье рабочих.
После службы в армии с 1956 года работал на Энгельсском комбинате химических волокон.
Оттуда он отправился учиться в Ленинград, где в 1966 году окончил Ленинградский институт текстильной и лёгкой промышленности им. С. М. Кирова.
После получения высшего образования В. Н. Зайцев активно занялся наукой, остался работать в институте.
Его кандидатская диссертация была посвящена вопросам физики и механики полимеров, он работал преподавателем кафедры сопротивления материалов.
Через некоторое время Владимир Николаевич начал собирать материал для докторской диссертации, но по партийной линии его выбрали секретарём партийной организации института.
В 1976 году Зайцев оставил научную карьеру и до 1985 года работал в Куйбышевском райкоме КПСС Ленинграда, занимал должности секретаря, второго секретаря.
Во время работы на административных партийных должностях Владимир Николаевич окончил Академию общественных наук при ЦК КПСС по специальности «социология».
Одним из ключевых объектов района, которые курировал В. Н. Зайцев, являлась Государственная публичная библиотека РСФСР имени М. Е. Салтыкова-Щедрина. Владимир Николаевич близко познакомился с директором библиотеки Л. А. Шиловым и решал вместе с ним задачи функционирования и вопросы развития материально-технической базы библиотеки.
В 1985 году В. Н. Зайцеву от директора ГПБ им. М. Е. Салтыкова-Щедрина Л. Н. Шилова поступило предложение стать его преемником, он согласился. По официальному приглашению министра культуры Ю. С. Мелентьева с 1 сентября 1985 года он был назначен на должность директора ГПБ.
С марта 1997 года Владимир Николаевич Зайцев также преподавал по совместительству в Санкт-Петербургском государственном университете культуры и искусств на должности профессора кафедры автоматизированных библиотечно-информационных технологий (Библиотечно-информационный факультет).
С 1997 года являлся председателем Государственной экзаменационной комиссии СПбГУКИ.

### Директор ГПБ им. М. Е. Салтыкова-Щедрина (РНБ), 1980—1990-е годы
Наибольшую известность В. Н. Зайцев получил в связи со своей работой на посту директора Публичной библиотеки. Практически сразу же после назначения на должность директора он стал активно участвовать в развитии связей библиотеки с зарубежными организациями этой профессиональной сферы — это европейские, азиатские организации и мировые фонды.
Он добился прогресса в налаживании связей с иностранными коллегами, работая через Международную Федерацию библиотечных ассоциаций и учреждений (ИФЛА), в работе которой он принимал активное участие с 1986 года.
Кроме специализированных организаций были налажены связи со значимыми общественными организациями, такими как ООН и ЮНЕСКО.
При В. Н. Зайцеве произошло переименование библиотеки из Государственной публичной библиотеки РСФСР им. М. Е. Салтыкова-Щедрина в Российскую национальную библиотеку (27 марта 1992 года).

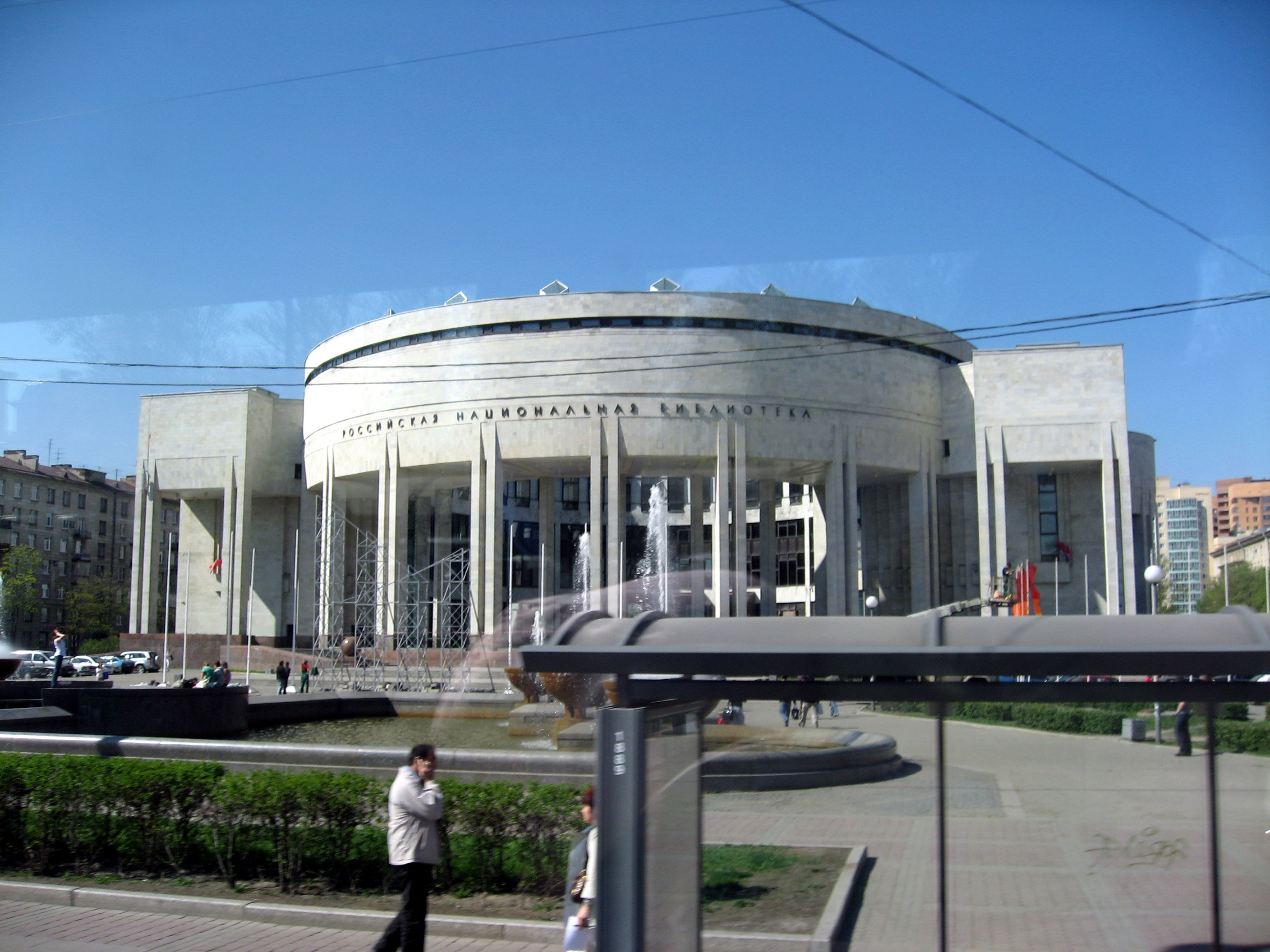
Новое здание РНБ

Многолетним проектом РНБ, который курировал Зайцев, было создание здания новых фондов библиотеки на Московском проспекте, д. 165.
Корпуса открылись для приёма читателей в 1998 году, на втором этаже нового здания постоянно проводятся тематические выставки из фондов библиотеки.
Перед самой смертью Владимира Николаевича Зайцева был объявлен конкурс на строительство второй очереди здания библиотеки.
Кроме практической деятельности В. Н. Зайцев активно развивал и теорию библиотечного дела, он стал автором более 60 работ по проблемам библиотековедения.
В. Н. Зайцев являлся автором более 230 публикаций на тему библиотековедения, а также общественных профессиональных объединений.
Одновременно с этим Зайцев в период распада СССР активно работал над объединением библиотечного сообщества. Результатом этой работы стало создание в 1994 году Российской библиотечной ассоциации (РБА), первым президентом которой был избран В. Н. Зайцев.
Кроме этого, в 1994 году В. Н. Зайцев активно работал в области законотворчества, внеся ключевой вклад в разработку законов «О библиотечном деле» и «Об обязательном экземпляре документов».
Также Владимир Николаевич был инициатором создания государственного праздника Общероссийский День библиотек, который отмечается ежегодно 27 мая.
В ноябре-декабре 1999 года между библиотекой Конгресса (США), Российской государственной библиотекой и Российской национальной библиотекой была достигнута договорённость о проведении совместного российско-американского проекта об истории освоения Сибири под названием «Встреча на границах», который является по сути двуязычной (англо-русской) цифровой библиотекой, материалы которой повествуют об освоении и заселении американского Запада, о происходившем параллельно освоении и заселении Сибири и российского Дальнего Востока, а также о встрече русских и американцев на Аляске и на северо-западном побережье Америки.

### Директор РНБ, 2000-е годы
В 2000-х годах В. Н. Зайцев вёл активную работу в Совете по культуре и искусству при Президенте РФ (с 1999), а также в Государственной комиссии РФ по реституции культурных ценностей.
В 2007 году Зайцев начал очередной этап работ по интеграции деятельности библиотеки в мировое сообщество.
РНБ подписала документы о присоединении к проекту Всемирной цифровой библиотеки, официально переговоры состоялись 25 августа 2008 года, когда директор библиотеки Конгресса Джеймс Биллингтон и делегация членов Совета Джеймса Мэдисона при Библиотеке Конгресса посетили главное здание РНБ на Садовой улице.
Одновременно с этим в здании библиотеки был проведён достаточно спорный ремонт, который вызвал сильный общественный резонанс.
Кроме этого, в 2008 году были проведены большие работы по воссозданию библиотеки Вольтера в рамках года Франции в России.
В декабре 2009 года В. Н. Зайцеву удалось организовать библиотечный форум, на котором обсуждалась работа библиотек как общественного института во время экономического кризиса.
Наибольший вклад Владимир Николаевич Зайцев внёс в общественную жизнь в период работы в РНБ.
Этот вклад был разносторонним — созданы новые здания, книгохранилища, библиотека вышла на новый информационный уровень с использованием современных возможностей вычислительной техники, созданы электронные интернет-каталоги и справочники.
Его работа была направлена на сохранение и дальнейшее развитие традиций этой библиотеки, повышение качества обслуживания читателей, формирование имиджа современной библиотеки.
Кроме этого, был выполнен ряд интеграционных образовательных проектов с различными книгохранилищами в разных точках земного шара.

### Смерть
Владимир Николаевич Зайцев скончался 27 октября 2010 года в Санкт-Петербурге после продолжительной болезни.
В соболезновании, отправленном губернатором Санкт-Петербурга В. И. Матвиенко было сказано, что Владимир Николаевич являлся «подлинным петербургским интеллигентом», «уникальным профессионалом и мудрым руководителем».
Похоронили Владимира Николаевича на Литераторских мостках Волковского кладбища.

## Награды
Государственные награды и почётные звания, которых был удостоен В. Н. Зайцев:

| - медаль «За трудовую доблесть» (1971) - Заслуженный работник культуры РФ (19 ноября 1997) — за заслуги в области культуры и многолетнюю плодотворную работу. - медаль Пушкина (4 июня 1999) — в ознаменование 200-летия со дня рождения А.С.Пушкина, за заслуги в области культуры, просвещения, литературы и искусства - медаль имени академика П. Л. Капицы (2000) - орден «За заслуги перед Отечеством» IV степени (20 декабря 2004) — за большой вклад в развитие библиотечного дела и многолетнюю плодотворную работу | - медаль «В память 300-летия Санкт-Петербурга» (2005) - медаль «В память 1000-летия Казани» (2005) - знак отличия «За заслуги перед Санкт-Петербургом" (2008) - медаль ордена «За заслуги перед Отечеством» II степени (15 октября 2009) — за большой вклад в реконструкцию памятников исторического и культурного наследия, создание объектов федерального значения в городе Санкт-Петербурге |

Иностранные государственные награды:
- Кавалер ордена Заслуг перед Республикой Польша (30 октября 2003 года, Польша)[22]
- Орден Почётного легиона, Франция, Диплом Президента Франции (2004)

Награды Русской Православной церкви:
- Орден святого благоверного князя Даниила Московского II степени (2007)

Ведомственные награды:
- Благодарность Министра культуры Российской Федерации (5 декабря 2003) — за многолетний плодотворный труд, за большой вклад в развитие библиотечного дела России и в связи с 65-летием со дня рождения[23]

## Общественная деятельность
Зайцев был членом ряда общественных движений, организаций, объединений.
Направленность большинства этих организаций — просветительская и библиотечная.
Членство в общественных Академиях

| Академик: - Академия гуманитарных наук - Российская Академия естественных наук - Академия российской словесности - Международная академия наук экологии, безопасности человека и природы - Академия проблем безопасности, обороны и правопорядка | Член-корреспондент: - Санкт-Петербургская инженерная академия, - Международная Академия информатизации |

Президент Российской библиотечной ассоциации, председатель Совета Благотворительного фонда им. Ю. Г. Слепухина «Лучшие книги — библиотекам»
Участие (членство) в национальных и международных профессиональных организациях и общественных органах
| - Президент Российской библиотечной ассоциации - Совет по государственной культурной политике при Председателе Совета Федерации Федерального Собрания Российской Федерации - Общественный комитет содействия развитию библиотек России - Коллегии Министерства культуры Российской Федерации - Межведомственный совет по вопросам культурных ценностей, перемещённым в результате Второй мировой войны - Общественный Совет Санкт-Петербурга - Международная федерация библиотечных ассоциаций - Конференция директоров национальных библиотек - Конференции директоров европейских национальных библиотек - Правление организации «Библиотека Балтика» - Совет директоров Консорциума европейских научных библиотек | - Российский комитет программы ЮНЕСКО «Информация для всех» - Координационный Совет Библиотечной Ассамблеи Евразии - Президиум Координационного Совета творческих Союзов Санкт-Петербурга - Редколлегия журнала «Библиотека» - Редколлегия журнала «Научно-технические библиотеки» - Редколлегия журнала «Библиотечное дело» - Учёный Совет ГПНТБ - Учёный Совет БАН - Учёный Совет Российской книжной палаты - Издательский Совет фонда «Мир книжной культуры» - Комиссия по правам человека в Санкт-Петербурге - Российско-американская комиссия библиотечного сотрудничества |